# Typ 4 Handgranate
Die Typ 4 Granate (japanisch 四式陶製手榴弾 Yon-shiki tōsei teryūdan, deutsch ‚Typ 4 Keramik-Granate‘) war eine als Notwaffe konzipierte Splitterhandgranate, die von der Kaiserlichen Japanischen Marine gegen Ende des Zweiten Weltkriegs entwickelt und eingesetzt wurde.

## Geschichte
Ende 1944 war die industrielle Infrastruktur Japans durch alliierte Bombardements weitgehend zerstört und in Folge der Seeblockade herrschte zunehmender Mangel an Rohstoffen. Aufgrund des Mangels an Metallen für eine Massenproduktion von Handgranaten, die in riesigen Mengen für die Verteidigung Japans gegen die erwartete Invasion der Alliierten (Operation Downfall) benötigt wurden, entwickelte das Technische Entwicklungsbüro der Kaiserlich Japanischen Marine eine billige, leicht aus heimischen Rohstoffen herstellbare Granate aus Keramik oder Porzellan. Die für den Brand der Typ 4 Granaten benötigten Brennöfen, in denen bisher die berühmten traditionellen japanischen Porzellane wie Imari-Porzellan aus Arita (Saga), Bizen-Keramik oder Keramiken aus Seto (Aichi) gebrannt wurden, wurden für die Produktion der Keramikgranaten wieder in Dienst gestellt. Nach dem Brand wurden die Granaten in der Firma Asano Carlit in Kawagoe mit Sprengladungen und Zündern ausgerüstet und an die Armee ausgeliefert. Die Typ 4 Granaten wurden in großer Zahl und je nach lokalem Ton und Brennofenart mit einer großen Bandbreite an Formen, Größen und Farben hergestellt, so reichten die Farben des Scherben je nach Töpferei von weiß über rot bis braun. Die Granaten gab es unglasiert, teilweise steinzeugartig hart gebrannt oder mit transparenter, brauner oder fast schwarzer Glasur.

## Technik

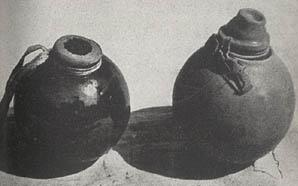
Zwei Granaten des Typs 4. Links mit offenliegendem Reibzünder, rechts mit Schutzkappe aus Gummi.

Die Typ 4 Granate war kugelig rund mit einem aufkragenden Hals, einem Verzögerungszünder, der zur Sicherung mit einer Gummikappe abgedeckt war. Der Splitterkörper bestand aus Keramik, Terrakotta oder Porzellanmaterialien mit einer Höhe vom Boden bis zur Oberkante des Halses von 4 ″ ≈ 101,6 mm, einem Durchmesser von 3 ″ ≈ 76,2 mm und einer Wandstärke von 7⁄14 ″ ≈ 12,7 mm. Der Zünder bestand aus einer in die Granate eingesetzte Gummihülse die mit einem eingesetzten Holzring gegen den Hals der Granate verkeilt wurde. Auf der Oberseite des Zünders war ein Reibkörper aus einem Sand-Kaliumchlorat-Gemisch angebracht der ähnlich wie bei Streichhölzern durch Reibung entzündet werden konnte. Darunter folgte ein Verzögerungssatz aus Schwarzpulver mit einer Brenndauer von etwa 4 bis 5 Sekunden. Eine diesem Verzögerungssatz angehängte Zündpille, bestehend aus einer Bleiazid-Paste bildete den Detonator, der über eine Verstärkungsladung aus Trotyl die eigentliche Sprengladung der Granate zündet. Die Ladung der Granate bestand aus 3,5 oz. ≈ 99 g eines Laborates, welches mit „Typ 88“ bezeichnet wurde. Dieses bestand aus einem Gemisch von 66 % Ammoniumperchlorat, 16 % Ferrosiliciumpulver, 12 % Holzspänen und 6 % Öl als Binde- bzw. Phlegmatisierungsmittel. Letzteres sollte die Transport- und Handhabungssicherheit erhöhen. Die Gesamtmasse der Granate betrug etwa 16 oz. ≈ 454 g. Zum Zünden der Granate war in der Gummikappe eine kleine Holzkappe mit einer speziellen Reibflächenbeschichtung enthalten mit dem die Granate an dem Reibzünder angezündet wurde.

## Einsätze
Die Typ 4 Granaten wurden in großen Mengen an Zivilverteidigungsorganisationen wie freiwillige Kampfeinheiten, Yokusan Sōnendan und Reservisteneinheiten ausgegeben, die an den Vorbereitungen zur Abwehr einer erwarteten Invasion der japanischen Inseln durch alliierte Streitkräfte eingebunden waren. Sie wurden aber auch in großen Mengen an die Fronttruppen geliefert, wo sie beispielsweise in den Schlachten von Iwo Jima und Okinawa eingesetzt wurden.